# Irving Finkel
Irving Leonard Finkel (1951), é um filologista e assiriólogo britânico. Actualmente é o conservador-assistente de textos, línguas e culturas da Antiga Mesopotâmia no Departamento do Médio Oriente no Museu Britânico, onde é especialista em escrita cuneiforme em tabuinhas de argila da antiga Mesopotâmia.

## Juventude e educação
Finkel nasceu em 1951, filho de um dentista e de uma professora. Foi um de cinco filhos (incluindo uma irmã, Angela) e cresceu em Palmers Green, North London. Foi criado como judeu ortodoxo, mas tornou-se ateu na adolescência. Doutorou-se em Assiriologia na Universidade de Birmingham, sob a supervisão de Wilfred G. Lambert, com uma dissertação sobre feitiços de exorcistas babilónios contra demónios.

## Carreira

### Filologia
Finkel passou três anos como investigador no Museu Oriental da Universidade de Chicago. Em 1976, regressou ao Reino Unido e foi nomeado conservador-assistente no Departamento de Antiguidades Ocidentais Asiáticas no Museu Britânico, onde é responsável pela curadoria, leitura e tradução da colecção de aproximadamente 130.000 tabuinhas cuneiformes do museu.
Em 2014, o estudo de Finkel de uma tabuinha cuneiforme que continha uma narrativa do Dilúvio parecido com a da Arca de Noé, descrita no seu livro, The Ark Before Noah, foi extensamente divulgado pelos média. A arca descrita na tabuinha era circular, essencialmente um imenso coracle ou kuphar feito de corda numa estrutura de madeira. A tabuinha é suficientemente detalhada sobre as suas dimensões e a sua construção, permitindo assim que uma cópia da arca, na escala de 1/3, fosse feita com sucesso, como documentado no documentário televisivo de 2014, The Secrets of the Noah Ark, que foi exibido na série Nova, da PBS.

### Jogos de tabuleiro
Finkel estuda a história dos jogos de tabuleiro e é parte do Grupo Editorial do International Board Game Studies Association. Entre seus principais trabalhos esteve a determinação das regras do Jogo Real de Ur.

### Great Diary Project
Finkel fundou o Great Diary Project com o objetivo de preservar os diários das pessoas comuns. Em associação com o Bishopsgate Institute, Finkel ajudou a arquivar mais de 2,000 diários pessoais. Em 2014, o V&A Museum of Childhood fez uma exibição de dários de crianças escritos entre 1813 e 1996.

### Literatura
Finkel escreveu várias obras de ficção para crianças.

## Vida pessoal
Finkel vive no sul de Londres com a sua mulher, Joanna, e tem cinco filhos.

## Publicações selecionadas

### Acadêmicas
- Finkel, Irving L. (2014). The Ark Before Noah: Decoding the Story of the Flood. [S.l.]: Hodder & Stoughton. ISBN 978-1444757057
- Finkel, Irving L., ed. (2008). Ancient Board Games in Perspective: Papers from the 1990 British Museum colloquium with additional contributions. London: British Museum
- Finkel, Irving L.; Geller, M.J., eds. (2007). The Wellcome Conference on Babylonian Medicine. [S.l.]: Styx
- ———. «Report on the Sidon Cuneiform tablet». Archaeology & History in Lebanon. 24 (Autumn 2006): 114–20
- ——— (2005). «Documents of the Physician and Magician». In:  Spar, I.; Lambert, W.G. Cuneiform Inscriptions in the Metropolitan Museum. New York. pp. 155–76
- ——— (2005). «Explanatory Commentary on a List of Materia Medica». In:  Spar, I.; Lambert, W.G. Cuneiform Inscriptions in the Metropolitan Museum. New York. pp. 279–83
- ——— (2003). «Pachisi in Arab Garb». Board Games Studies. 5: 65–78
- ———; Reade, J.E. (2002). «On some inscribed Babylonian alabastra». Journal of the Royal Asiatic Society. 12 (1): 31–46

### Ficção
- ——— (2018). The Writing in the Stone. [S.l.]: Medina Publishing. ISBN 978-1-909-339-95-8
- ——— (2012). Miss Barbellion's Garden. [S.l.]: Kennedy & Boyd. ISBN 978-1-84921-071-3
- ——— (2010). Swizzle de Brax and the Blungaphone. [S.l.]: Kennedy & Boyd. ISBN 978-1-84921-082-9
- ——— (2008). The Princess Who Wouldn't Come Home. [S.l.]: Kennedy & Boyd. ISBN 978-1-904999-80-5
- ——— (2007). The Last Resort Library. [S.l.]: Kennedy & Boyd. ISBN 978-1-904999-41-6